# 페르시아 공주
페르시아 공주(영어: Persian Princess) 혹은 페르시아 미라(영어: Persian mummy)는 2000년 10월에 파키스탄 발루치스탄 주에서 발견된 여성의 변사체이다. 처음엔 페르시아 국왕 크세르크세스 1세의 딸 로두구네 공주의 미라로 알려졌으나 위작으로 밝혀졌고 그 실체는 1996년 경에 살해당한 21~25세 여성으로 밝혀졌다. 그러나 2020년까지 범인을 체포하지 못해 20년 째 미제 사건으로 남아 있다.

## 미라의 발견
문제의 미라는 2000년 10월 19일에 발견되었다. 파키스탄 경찰은 알리 아크바르(Ali Aqbar)라는 인물이 자신이 소장한 미라를 판매하는 것이 녹화된 비디오테이프에 주목했다. 경찰은 알리 아크바르를 불러서 미라의 입수 경위에 대해 물었고 아크바르는 자신이 아프가니스탄과의 국경 근처에 있는 발루치스탄 주의 카란(Kharan)에 있는 족장 왈리 모하메드 리키(Wali Mohammed Reeki)의 집에 이 미라가 있었다고 진술했다. 리키는 이 미라를 샤리프 샤 바키(Sharif Shah Bakhi)라는 이란 사람으로부터 입수했다고 하는데 그 때 바키는 자신이 이 미라를 퀘타 근처에서 지진이 일어난 직후에 발견했다고 한다. 이 미라는 예술품 암시장에 무려 6억 루피, 달러로 환산하면 1,100만 달러에 해당하는 고가에 경매품으로 올라 있었다. 리키와 아크바르는 최대 징역 10년까지 가는 국가문화재법 위반 혐의로 기소되었다.

## 신원 확인
10월 26일, 언론은 고고학자인 이슬라마바드의 콰이드 이 아잠 대학교(Quaid-e-Azam University) 아흐마드 하산 다니(Ahmad Hasan Dani) 교수의 말을 인용해 그 미라는 기원전 600년경 페르시아 어느 공주의 것으로 보인다고 보도했다. 그 미라는 고대 이집트 방식으로 감쌌고 도금한 목관과 설형문자를 새긴 사르코파구스에 함께 안치해놓았다. 관에는 큰 파라바하르(Faravahar) 이미지가 새겨져 있었다. 미라는 밀랍과 꿀로 된 층의 위쪽에 있었고 석판으로 덮여 있었으며 이마엔 금관을 쓰고 있었다. 황금으로 된 가슴판에 적힌 글에는 그녀가 페르시아 아케메네스 왕조 국왕인 크세르크세스 1세의 딸 로두구네(Rhodugune) 공주라고 적혀 있었다.

Faravahar

고고학자들은 그녀가 페르시아 왕자와 결혼한 이집트의 공주이거나 페르시아 아케메네스 왕조 키루스 2세의 딸일 것이라고 추측했다. 그러나 시신을 미라화하는 것은 주로 이집트에서 하는 관습이었기 때문에 고고학자들은 과거 페르시아에서 어떤 미라를 만든 사실을 접한 적이 없었다.

## 미라의 소유권 분쟁
여하튼 이 미라가 약 2,500년 전에 고대 페르시아 공주의 미라라고 밝혀지자 곧바로 이 미라의 소유권 문제가 대두되었다. 이란 정부와 파키스탄 정부는 이 미라의 소유권을 놓고 다투기 시작했다. 이란의 문화재청은 그녀가 페르시아 황실의 일원이었으므로 미라 소유권은 이란에 있다고 하며 파키스탄 측에 미라 반환을 요구했다. 반면, 파키스탄의 고고학부는 이 미라가 엄연히 자국 영토인 발루치스탄 주에서 발견되었으므로 파키스탄에 귀속되어야 한다고 주장했다. 거기다 엉뚱하게 아프가니스탄의 탈레반 정권까지 끼어들어서 이 미라가 자국의 문화재라며 소유권을 주장하고 나섰다. 퀘타 시민들은 경찰이 미라를 돌려줘야 한다고 주장했다.
결국 2000년 11월, 이 미라는 파키스탄 국립 박물관에 안치되었다.

## 의혹
그러나 이 미라가 대중들에게 공개되자 오히려 갖가지 의혹이 불거져 나왔다. 가슴판에 적힌 설형문자로 된 글은 서부 이란의 베히스툰(Behistun)으로부터 왔다는 구절을 담고 있었다. 베히스툰 비문은 크세르크세스 1세의 아버지인 다리우스 1세의 치세 동안에 새겨진 것이었다. 이 미라가 수상했던 것은 가슴판에 적힌 글이 페르시아어 문법과 안 맞았다는 것이다. 대표적으로 정말로 미라의 정체가 페르시아의 공주라면 당연히 이름을 페르시아어인 와르데가우나(Wardegauna)라고 써야 하는데 이 미라에는 그리스어 방식인 로두구네라고 썼다는 점이다. 카라치의 아그하 칸 병원(Agha Khan Hospital)에서 엑스선 전산화 단층 촬영을 실시한 결과 이 미라는 고대 이집트 전통 방식으로 만들어진 것이 아니라고 나타났다. 예를 들어 이 미라는 심장이 다른 내장들과 함께 적출되어 있었는데 진짜 이집트 방식의 미라는 심장을 신체 안에 남겨두는 것이 보통이라는 것이다. 또 이 미라가 2,000년도 더 된 고대 페르시아 시절의 것이라면 당연히 힘줄은 썩어서 없어져 있어야 하는데 그대로 남아 있었다는 점도 뭔가 석연찮았다.
결정적으로 이 미라가 크세르크세스 1세의 딸이 맞다면 이 미라는 대략 2,500년 전에 만들어졌으니 당연히 그 미라를 안치한 목관의 연도도 그 정도 되어야 한다. 그런데 목관의 조각을 채취해 방사성 탄소 연대 측정을 해본 결과 이 목관은 겨우 250년 전에 만들어진 것으로 밝혀졌다. 미국의 고고학자 오스카 화이트 무스카렐라(Oscar White Muscarella)는 처음에 이 페르시아 공주 미라를 보도한 뉴스를 접했을 때 지난 3월에 이런 비슷한 미라 사진을 봤던 것을 떠올렸다. 그 사진을 보여준 사람은 파키스탄에서 미확인 골동품을 판매하는 상인 측의 중개인이었던 아마놀라 리기(Amanollah Riggi)라는 사람이었는데 그는 무스카렐라에게 은밀히 접근해 이 미라 사진을 보여주며 이 미라는 어느 조로아스터교 신자 가문의 소유물인데 파키스탄에서 이 미라를 취득했다고 설명했다. 그리고 그는 미라의 가슴판에 적힌 글을 근거로 이 미라가 크세르크세스의 딸이라고 주장했다. 그러나 무스카렐라는 뭔가 석연찮은 느낌이 들어 판매자에게 목관의 일부 조각을 보내줄 것을 요청했고 방사성 탄소 연대 측정을 한 결과 이 목관이 고작 250년밖에 안 되었다는 사실을 알게 되었다. 그래서 무스카렐라는 이들이 미라를 위조한 위조범이라는 걸 알고 접촉을 끊었다. 그리고 인터폴에 그들에 대해 제보했다. 또 사르코파구스엔 왕실의 심볼이 조각되어 있긴 했지만 정밀조사 결과 조각을 위해 연필로 표시한 흔적이 발견되었다. 연필이란 필기구는 아무리 길게 잡아도 400여 년 전에야 발명된 것이므로 연필선의 흔적으로 미루어볼 때 사르코파구스 역시 아무리 길게 잡아봐야 400년 전쯤에야 만들어진 것이라는 걸 알 수 있다.
그리고 처음에 이 미라를 기원전 600년경의 어느 공주의 것으로 보인다고 추정했던 아흐메드 하산 다니 교수 또한 이 미라를 면밀히 연구한 결과 이 시신이 목관만큼 오래되지 않았다는 것을 알아차렸다. 시신에는 매트가 하나 깔려 있었는데 이 매트는 고작 5년밖에 안 된 것이었다. 그는 파키스탄 국립박물관의 큐레이터 아스마 이브라힘(Asma Ibrahim)을 만나 이 미라에 대해 조사를 더 진행했다. 이 미라에 대한 정밀조사가 진행되는 동안에도 이란과 탈레반 측은 계속해서 그들의 요구사항을 반복했다. 탈레반 측은 자신들이 이미 아프가니스탄 밖으로 이 미라를 밀반출한 도굴꾼들을 체포했다고 부득부득 우겼다.
아스마 이브라힘은 2001년 4월 17일에 이른바 페르시아 공주로 알려졌던 여성이 사실은 1996년 경에 요추와 골반을 둔기에 맞아 피살된 21~25세 여성이라고 발표했다. 시신이 파우더로 채워지기 전에 그녀의 치아는 사후에 제거되었으며 그녀의 고관절과 골반, 척추는 손상되었다. 또한 미라로 위장하기 위해서였는지 화학 분석 결과 그녀의 몸과 머리카락은 표백을 한 상태였고 복부에는 중탄산염 소다와 염화나트륨 같은 현대적인 건조제가 채워져 있었다. 미라가 정교하게 만들어진 것으로 보아 해부학 전문가가 긴 시간에 걸쳐 정교하게 만든 것이란 주장이 제기됐다. 경찰은 곧바로 수사에 착수해 발루치스탄 주에서 살인을 했을 가능성이 높은 많은 용의자들을 체포했지만 끝내 범인을 밝혀내는데는 실패했다.

## 운명
파키스탄의 자선 단체인 에드히 재단에서 시신을 인수해 2005년 8월 5일에 적절한 장례식을 올릴 것이라고 발표했다. 그러나 경찰과 다른 정부 공무원들은 무슨 이유에서인지 2008년까지 재단에 매장 허가를 내주지 않다가 마침내 매장할 수 있게 되었다. 자신도 모르는 사이에 2,500년 전 페르시아의 공주로 둔갑되었던 이 불행한 여성의 신원은 여전히 밝혀지지 않은 채 사건은 미해결 상태로 남게 되었다.

## 같이 보기
- 상자 속 소년